# Manns Choice, Pennsylvania
Manns Choice là một thị trấn thuộc quận Bedford, tiểu bang Pennsylvania, Hoa Kỳ. Năm 2010, dân số của thị trấn này là 300 người.